# Leptognathia parabranchiata
Leptognathia parabranchiata is een naaldkreeftjessoort uit de familie van de Leptognathiidae. De wetenschappelijke naam van de soort is voor het eerst geldig gepubliceerd in 1978 door Kudinova-Pasternak.